# Diocesi di Metz

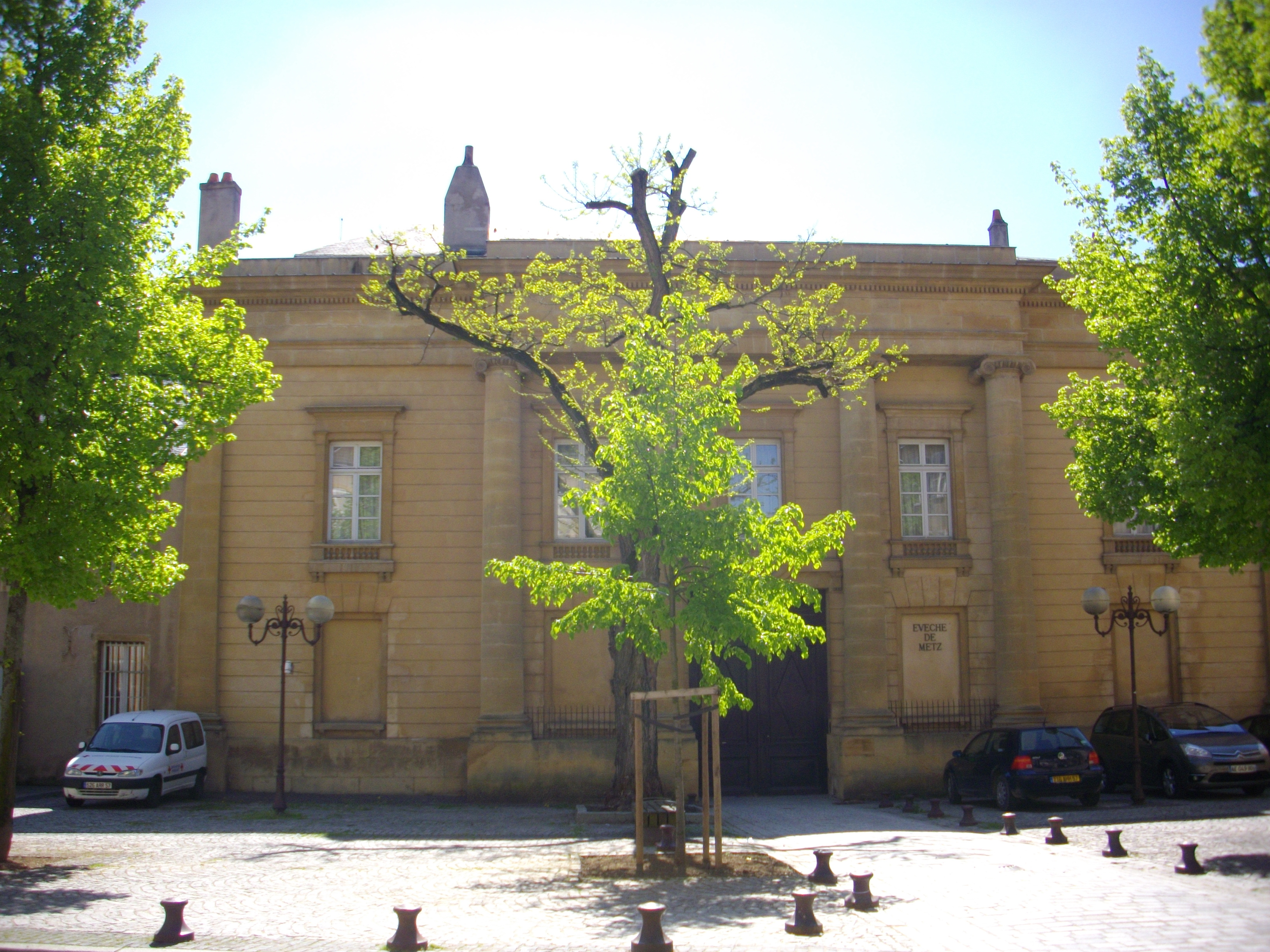
L'odierno palazzo episcopale di Metz, ospitato nell'antica abbazia di Sainte-Glossinde, fondata nel VII secolo.

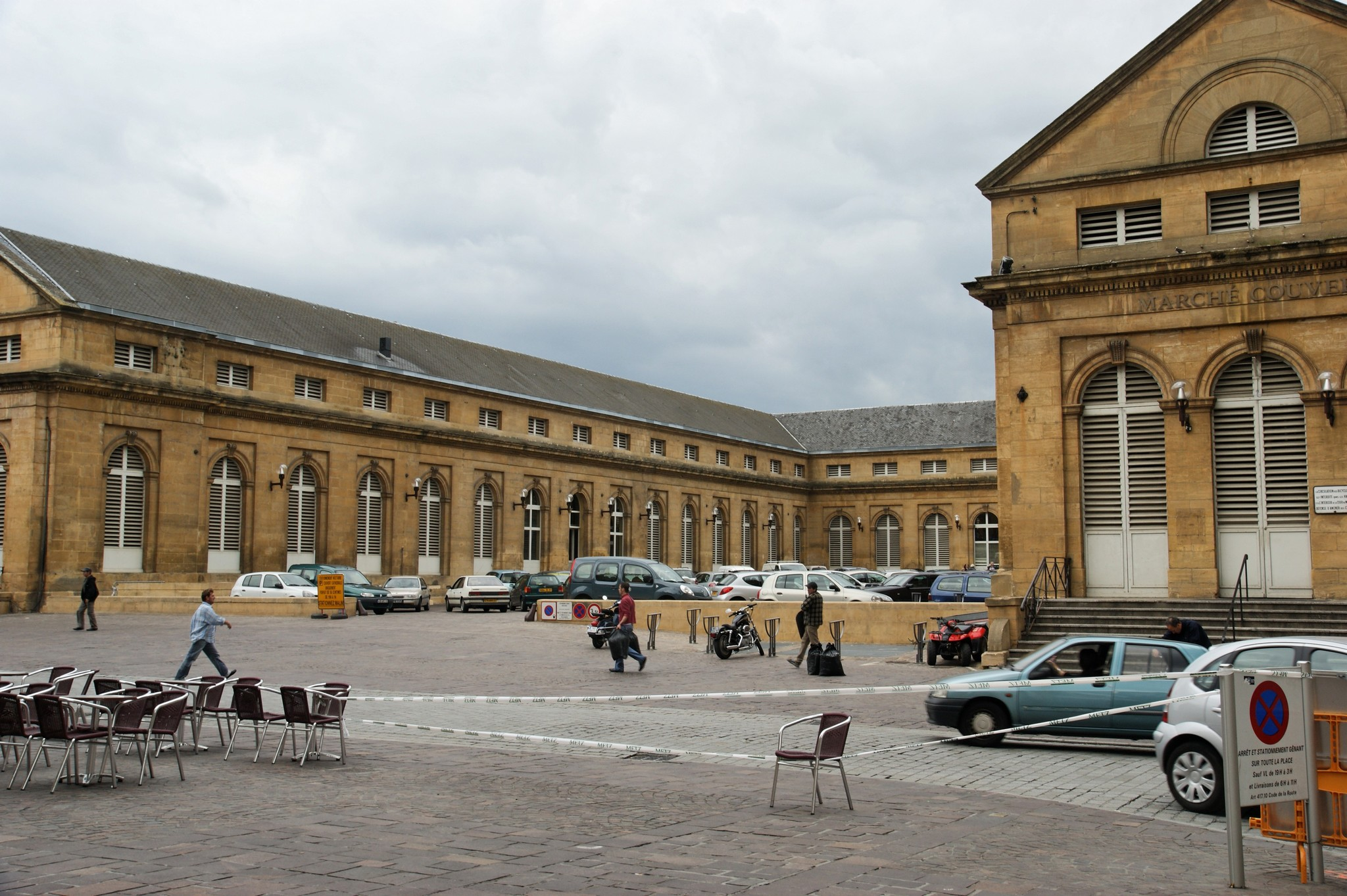
L'antico palazzo episcopale, iniziato nel XVIII secolo, ma mai ultimato; sequestrato durante la rivoluzione, venne trasformato in un mercato coperto.

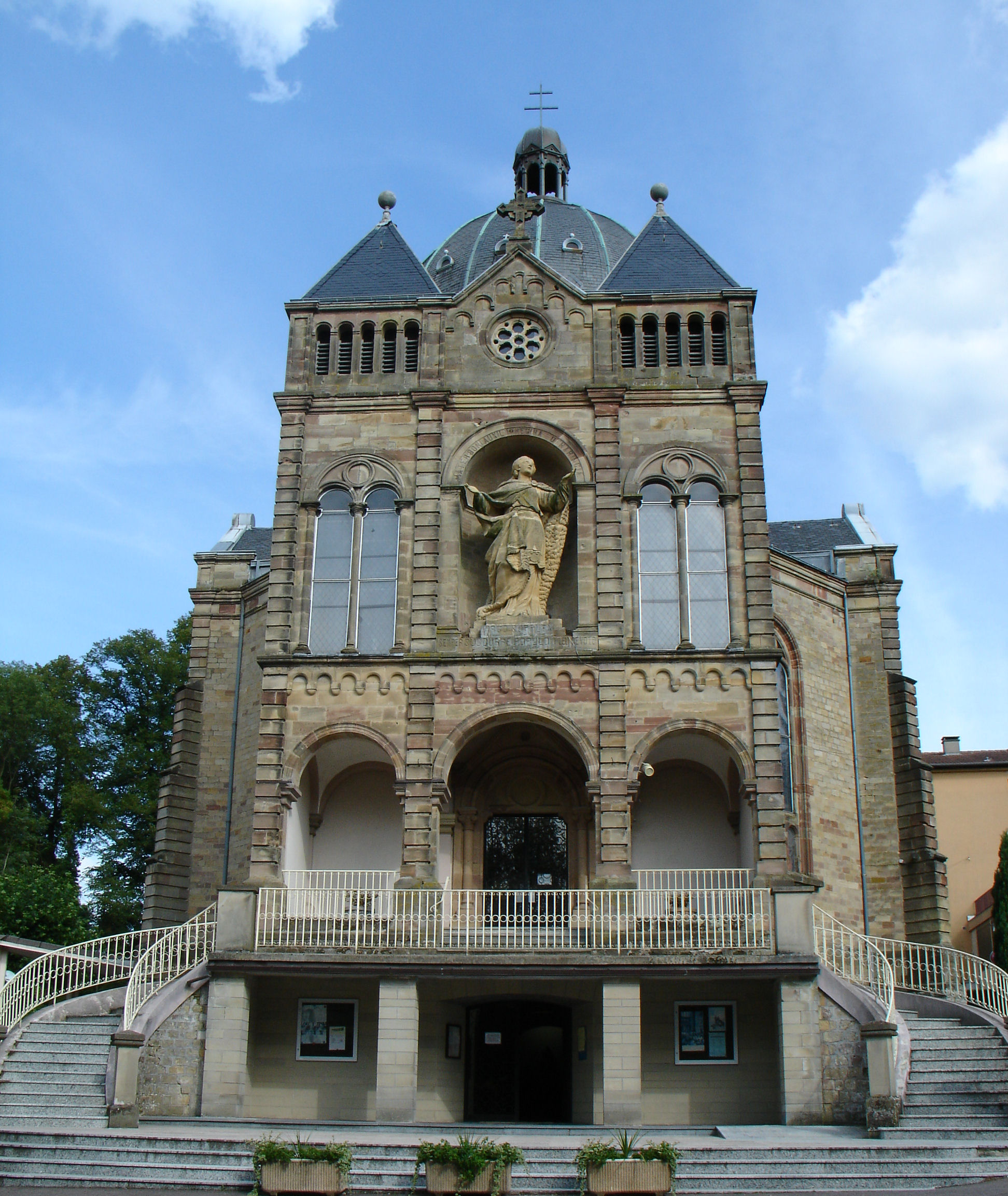
La basilica di Notre-Dame-de-Bon-Secours a Saint-Avold.

La diocesi di Metz (in latino Dioecesis Metensis) è una sede della Chiesa cattolica in Francia immediatamente soggetta alla Santa Sede. Nel 2023 contava 809.000 battezzati su 1.042.000 abitanti. È retta dall'arcivescovo (titolo personale) Philippe Ballot.

## Territorio
La diocesi comprende il dipartimento francese della Mosella.
Sede vescovile è la città di Metz, dove si trova la cattedrale di Santo Stefano.
Il territorio è suddiviso in 649 parrocchie, raggruppate in 5 zone (Metz, Thionville, Saint-Nabor, Château-Salins/Sarrebourg e Sarreguemines/Bitche) e 25 arcipresbiterati.

## Storia
La diocesi di Metz fu probabilmente eretta verso la fine del III secolo; l'antica tradizione, attestata dai cataloghi episcopali già nell'VIII secolo, riconosce come primo vescovo san Clemente. Tuttavia i primi vescovi non godono di riscontri storici sicuri, fino ad uno dei due Vittorio, la cui firma si trova nel documento redatto nel 346 con il quale, nello pseudo-concilio di Colonia, un gruppo di vescovi fece sua la decisione del concilio di Sardica a favore di sant'Atanasio; e ad Esperio, che prese parte al sinodo di Clermont nel 535.
Divodurum era la capitale e il centro amministrativo del popolo celtico dei Mediomatrici nella provincia romana della Gallia Belgica prima, come testimoniato dalla Notitia Galliarum dell'inizio del V secolo. Dal punto di vista religioso, come di quello civile, Metz dipendeva dalla provincia ecclesiastica dell'arcidiocesi di Treviri, sede metropolitana provinciale.
Verso la fine del VI secolo il cristianesimo poté diffondersi e consolidarsi: in quest'epoca si fanno frequenti le fondazioni monastiche in tutto il regno franco.
L'VIII e il IX secolo furono un periodo di splendore, soprattutto durante gli episcopati di san Crodegango e di Drogone, figlio di Carlo Magno, in cui si moltiplicarono le parrocchie urbane e i monasteri. Crodegango, legato pontificio per il regno dei Franchi, legò il suo nome soprattutto all'istituzione di una regola canonicale, alla riforma della liturgia e della musica sacra.
A partire dal 945 i vescovi di Metz esercitarono il potere temporale sulla città e sul contado di Metz. Dal 955 il feudo ecclesiastico fu sottratto all'autorità dei duchi di Lorena e posto sotto la protezione diretta dell'imperatore, che esercitava il diritto di elezione dei nuovi vescovi insieme con il capitolo.
Nel XII secolo il vescovo Bertram separò l'amministrazione spirituale da quella temporale e concesse alla città di Metz i privilegi di libero comune, ritirandosi a Vic-sur-Seille, in una residenza costruita nel feudo ecclesiastico.
Nel 1224 Giovanni d'Aspromonte fu il primo vescovo ad essere eletto esclusivamente dal capitolo.
Dopo Giorgio di Baden, morto dal 1484, furono eletti vescovi francesi fino al 1871. Fino al 1607 la cattedra vescovile rimase appannaggio della casa dei duchi di Lorena.
Dopo la pace di Vestfalia del 1648, il territorio di Metz entrò a far parte del regno di Francia. I re ritennero che il concordato di Worms non era più applicabile per la diocesi di Metz ed in forza del concordato di Bologna (1516) iniziarono a nominare i vescovi, che però non furono riconosciuti dalla Santa Sede. Questa situazione di conflittualità fu risolta nel 1664 quando Luigi XIV ottenne da papa Alessandro VII il privilegio di nominare i vescovi di Metz, privilegio confermato nel 1668.
Nel 1661, durante l'episcopato di Franz Egon von Fürstenberg fu istituito il seminario diocesano; l'attuale edificio fu costruito durante l'episcopato di Claude de Saint Simon nel 1745-1748; lo stesso vescovo nel 1736 assunse il titolo di principe-vescovo.
Durante la rivoluzione, l'ultimo principe-vescovo, il cardinale Louis-Joseph de Montmorency-Laval (1761-1802) dovette lasciare la propria sede per fuggire in Germania.
In seguito al concordato, con la bolla Qui Christi Domini del 29 novembre 1801 la diocesi acquisì una nuova fisionomia, con un territorio costituito dai dipartimenti della Mosella, delle Ardenne e di Forêts (corrispondente in larga parte al Lussemburgo), e contestualmente divenne suffraganea dell'arcidiocesi di Besançon. Il vescovo Pierre-François Bienaymé suddivise amministrativamente la diocesi in 90 parrocchie e 1.251 parrocchie ausiliari.
Il progetto di concordato del 1817 prevedeva la riduzione del territorio diocesano al solo dipartimento della Mosella, ma questo progetto non andò in porto. Nel 1821, con la bolla De salute animarum, le 130 parrocchie in territorio prussiano furono cedute alla diocesi di Treviri. Nel 1822 il dipartimento delle Ardenne fu annesso alla restaurata arcidiocesi di Reims. L'anno successivo il territorio diocesano di Metz fu ulteriormente ridotto con la cessione dell'antico dipartimento di Forêts alla diocesi di Namur. In seguito a questi cambiamenti territoriali, la diocesi rimase con 30 parrocchie e 418 parrocchie ausiliarie.
Nel 1871, a seguito della guerra franco-prussiana del 1870, la diocesi entrò a far parte dell'Impero di Germania; rimasero tuttavia invariate, per un tacito accordo tra Germania e Santa Sede, le disposizioni cultuali del concordato del 1801. Contestualmente la diocesi acquisì i distretti di Sarrebourg e Château-Salins che divennero tedeschi ed erano appartenuti alla diocesi di Nancy; in compenso cedette alla stessa diocesi il distretto di Briey che era rimasto francese.
Il 14 giugno 1874 in forza del decreto Rem in ecclesiastica della Congregazione Concistoriale la diocesi divenne immediatamente soggetta alla Santa Sede. In seguito il Kulturkampf determinò la scomparsa di molte delle istituzioni cattoliche di Metz.
Dopo la prima guerra mondiale il territorio della Lorena tornò alla Francia: a causa di ciò, il vescovo, di origini tedesche, Willibrord Benzler, dovette dare le dimissioni.
Per la sua particolare evoluzione storica, a differenza del resto del territorio nazionale, ove vige il regime di separazione fra Stato e Chiesa, nella diocesi di Metz è ancora in vigore il concordato del 1801. Ciò comporta, per esempio:
- che i vescovi di questa sede vengono nominati dal presidente della Repubblica francese e ricevono l'istituzione canonica da parte della Santa Sede; la data ufficiale di nomina è quella della pubblicazione congiunta nel Giornale Ufficiale della Repubblica Francese e sull'Osservatore Romano;
- che l'insegnamento della religione è obbligatorio nelle scuole primarie e secondarie;
- che i preti della diocesi ricevono dallo Stato lo stipendio paragonabile a quello dei dipendenti pubblici di categoria A.

### Simboli
Lo stemma del vescovo di Metz si blasona: 
Sono qui raffigurati gli strumenti del martirio dei santi patroni della diocesi: le pietre per la lapidazione di santo Stefano e la spada con cui fu decapitato san Paolo.

## Cronotassi dei vescovi
Il più antico catalogo episcopale di Metz è contenuto nel sacramentario di Drogone e fu redatto in versi attorno al 776 durante l'episcopato di Angilramo. Successivamente, a partire da questo catalogo originario, vennero scritti altri cataloghi che aggiornarono quello primitivo con l'aggiunta delle date di decesso (IX secolo) e degli anni complessivi di episcopato (XI secolo).
Nella presente cronotassi, si omettono i periodi di sede vacante non superiori ai 2 anni o non storicamente accertati.
- San Clemente † (fine III secolo)
- San Celeste †
- San Felice I †
- San Paziente †
- San Vittore I †

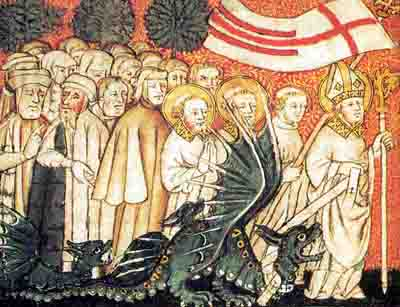
San Clemente, primo vescovo di Metz

- San Vittore II † (menzionato nel 346)[3]
- San Simeone †
- Sabbazio †
- San Rufo †
- Sant'Adelfo †
- San Firmino †
- Leonzio †
- Sant'Autore † (menzionato nel 451)[4]
- Sant'Epilecio †
- Sant'Urbizio †
- San Bonolo †
- San Terenzio †
- San Gosselino †
- San Romano †
- San Fronimio †
- San Grammazio †
- Sant'Agatimbero †
- Esperio † (menzionato nel 535)
- San Villico † (menzionato nel 550 circa)
- San Pietro † (menzionato prima del 581)
- Aigulfo o Agiulfo † (menzionato nel 601)
- Sant'Arnoaldo †
- San Pappolo †
- Sant'Arnolfo † (dopo l'8 ottobre 614[5] - dopo il 627 dimesso)
- San Goerico † (circa 627 - dopo il 636)
- San Godo † (menzionato nel 645/650)
- San Clodolfo † (menzionato nel 659)
- Sant'Abbone † (prima del 667 - dopo il 693 o 694)
- Sant'Aptato † (prima metà dell'VIII secolo)
- San Felice II † (prima metà dell'VIII secolo)
- San Sigibaldo † (? - 26 ottobre circa 741 deceduto)
- San Crodegango † (30 settembre 742 consacrato - 6 marzo 766 deceduto)
  - Sede vacante (766-768)
- Sant'Angilramo † (25 settembre 768 - 26 ottobre 791 deceduto)
  - Sede vacante (791-815)
- San Gondolfo † (inizio dell'816 - 7 settembre 822 deceduto)
- Drogone † (30 giugno 823 consacrato - 8 dicembre 855 deceduto)
  - Sede vacante (855-858)
- Avvenzio † (7 agosto 858 consacrato - 31 agosto 875 deceduto)
- Guala † (marzo o aprile 876 - 11 aprile 882 deceduto)
- Roberto I † (22 aprile 883 consacrato - 2 gennaio 917 deceduto)
- Vigerico † (gennaio 917 - 19 febbraio[6] 927 deceduto)
- Venerabile Benno di Einsiedeln † (927 - 929 dimesso)
- Adalberone I di Bar † (929 - 25 o 26 aprile 964 deceduto)
- Teodorico I † (dicembre 964 - 7 settembre 984 deceduto)
- Adalberone II dell'Alta Lorena † (16 ottobre 984 consacrato - 14 dicembre 1005 deceduto)
- Teodorico II di Lussemburgo † (1006 - 29 aprile 1047 deceduto)
- Adalberone III di Lussemburgo † (1047 - 12 novembre 1072 deceduto)
- Ermanno † (1073 - 4 maggio 1090 deceduto)
  - Burcardo † (1090) (vescovo eletto)
- Poppone di Borgogna † (1090 - 1103 deceduto)
- Adalberone IV † (1103 - 1117 deposto)
- Théoger di San Giorgio † (1118 - 29 aprile 1120 deceduto)
- Étienne di Bar † (1120 - 29 dicembre 1163 deceduto)
- Thierry III di Bar † (1164 - 8 agosto 1171 deceduto)
  - Hugues di Clermont † (1171) (vescovo eletto)
- Frédéric di Pluyvoise † (2 settembre 1171 - 1173 deposto)
- Thierry IV di Lorena † (1173 - 1179 deposto)
- Bertram † (13 aprile 1180 - 6 aprile 1212 deceduto)
- Corrado III di Scharfenberg † (prima del 23 gennaio 1213 - 24 marzo 1224 deceduto)
- Giovanni d'Aspromonte † (17 novembre 1224 - 10 dicembre 1238 deceduto)
- Jacques di Lorena † (gennaio 1239 - 24 ottobre 1260 deceduto)
- Philippe di Lorena-Florenges † (1261 - 1264 dimesso)
- Guillaume di Traisnel † (12 febbraio 1264 - 4 gennaio 1269 deceduto)
- Laurent di Leistenberg † (1270 - 1279 deceduto)
- Jean delle Fiandre † (7 ottobre 1279 - 9 giugno 1282 nominato vescovo di Liegi)
- Bouchard di Avesnes-Hennegau † (9 giugno 1282 - 29 novembre 1296 deceduto)
- Gérard di Rehlingen † (24 aprile 1297 - 30 giugno 1302 deceduto)
- Renaud di Bar † (19 settembre 1302 - 4 maggio 1316 deceduto)
- Enrico de la Tour-du-Pin † (4 maggio 1319 - dopo il 24 novembre 1324 dimesso)
- Louis di Poitiers-Valentinois † (26 agosto 1325 - 17 agosto 1327 deceduto)
- Aymar Adhémar de Monteil de La Garde † (21 agosto 1327 - 12 maggio 1361 deceduto)
- Jean III di Vienne † (15 novembre 1361 - 13 agosto 1365 nominato vescovo di Basilea)
- Thierry V Bayer di Boppard † (13 agosto 1365 - 18 gennaio 1383 deceduto)
- Beato Pierre di Lussemburgo † (10 febbraio 1384 - 5 luglio 1387 dimesso)
- Raoul di Coucy † (13 agosto 1387 - 20 marzo 1415 nominato vescovo di Noyon)
- Conrad II Bayer di Boppard † (20 marzo 1415 - 20 aprile 1459 deceduto)
- Georges di Baden † (2 luglio 1459 - 11 ottobre 1484 deceduto)
- Enrico di Lorena-Vaudémont † (16 maggio 1485 - 26 luglio 1501 dimesso)
  - Enrico di Lorena-Vaudémont † (26 luglio 1501 - 20 ottobre 1505 deceduto) (amministratore apostolico)[7]
- Jean di Lorena † (20 ottobre 1505 - 10 maggio 1550 deceduto)[8]
- Charles di Lorena I † (10 maggio 1550 succeduto - 22 aprile 1551 dimesso)
  - Robert de Lénoncourt † (22 aprile 1551 - settembre 1553 dimesso) (amministratore apostolico)
- François Beaucaire de Péguillon † (16 dicembre 1555 - 1568 dimesso)
- Louis di Guisa † (2 giugno 1568 - 29 marzo 1578 deceduto)
- Charles di Lorena II † (18 luglio 1578 - 24 novembre 1607 deceduto)
- Anne de Perusse d'Escars de Giury, O.S.B. † (10 settembre 1608 - 19 aprile 1612 deceduto)[9]
  - Gaston-Henri de Bourbon-Verneuil † (1612 - 1652 dimesso) (vescovo eletto)[10]
  - Giulio Mazzarino † (1653 - 1658 dimesso) (vescovo eletto)
  - Franz Egon von Fürstenberg † (1658 - 30 luglio 1663 nominato vescovo di Strasburgo) (vescovo eletto)
  - Wilhelm Egon von Fürstenberg † (1663 - 1669 dimesso) (vescovo eletto)
- Georges d'Aubusson de la Feuillade † (3 giugno 1669 - 12 maggio 1697 deceduto)
- Henri Charles du Cambout de Coislin † (11 novembre 1697 - 28 novembre 1732 deceduto)
- Claude de Saint Simon † (15 febbraio 1734 - 28 febbraio 1760 deceduto)
- Louis-Joseph de Montmorency-Laval † (6 aprile 1761 - 1801 deposto)[11]
- Pierre-François Bienaymé † (4 maggio 1802 - 9 febbraio 1806 deceduto)
- Gaspard-Jean-André Jauffret † (26 agosto 1806 - 12 maggio 1823 deceduto)
- Jacques-François Besson † (24 novembre 1823 - 23 luglio 1842 deceduto)
- Paul Dupont des Loges † (27 gennaio 1843 - 18 agosto 1886 deceduto)
- François Fleck † (18 agosto 1886 succeduto - 28 ottobre 1899 deceduto)
- Karl Heinrich Johannes Willibrord Benzler, O.S.B. † (21 settembre 1901 - 31 luglio 1919 dimesso[12])
- Jean-Baptiste Pelt † (1º agosto 1919 - 10 settembre 1937 deceduto)
- Joseph-Jean Heintz † (4 marzo 1938 - 30 novembre 1958 deceduto)
- Paul Joseph Schmitt † (30 novembre 1958 succeduto - 1987 ritirato)
- Pierre Raffin, O.P. † (4 agosto 1987 - 27 settembre 2013 ritirato)
- Jean-Christophe André Robert Lagleize (27 settembre 2013 - 13 agosto 2021 dimesso)[13]
- Philippe Ballot, dal 23 luglio 2022

## Statistiche
La diocesi nel 2023 su una popolazione di 1.042.000 persone contava 809.000 battezzati, corrispondenti al 77,6% del totale.
| anno | popolazione | popolazione | popolazione | presbiteri | presbiteri | presbiteri | presbiteri                | diaconi | religiosi | religiosi | parrocchie |
| anno | battezzati  | totale      | %           | numero     | secolari   | regolari   | battezzati per presbitero | diaconi | uomini    | donne     | parrocchie |
| ---- | ----------- | ----------- | ----------- | ---------- | ---------- | ---------- | ------------------------- | ------- | --------- | --------- | ---------- |
| 1950 | 660.000     | 705.000     | 93,6        | 1.056      | 860        | 196        | 625                       |         | 196       | 2.996     | 660        |
| 1970 | 860.000     | 994.081     | 86,5        | 972        | 777        | 195        | 884                       |         | 341       | 2.144     | 770        |
| 1980 | 912.000     | 1.019.000   | 89,5        | 804        | 655        | 149        | 1.134                     | 3       | 273       | 1.614     | 683        |
| 1990 | 826.000     | 1.027.000   | 80,4        | 616        | 497        | 119        | 1.340                     | 18      | 205       | 1.292     | 686        |
| 1999 | 848.000     | 1.047.000   | 81,0        | 507        | 424        | 83         | 1.672                     | 43      | 156       | 950       | 649        |
| 2000 | 853.000     | 1.053.000   | 81,0        | 504        | 418        | 86         | 1.692                     | 45      | 152       | 920       | 649        |
| 2001 | 829.000     | 1.023.447   | 81,0        | 499        | 418        | 81         | 1.661                     | 49      | 146       | 891       | 659        |
| 2002 | 829.000     | 1.023.447   | 81,0        | 466        | 390        | 76         | 1.778                     | 48      | 140       | 849       | 649        |
| 2003 | 829.000     | 1.023.447   | 81,0        | 467        | 395        | 72         | 1.775                     | 49      | 131       | 826       | 649        |
| 2004 | 829.000     | 1.023.447   | 81,0        | 443        | 381        | 62         | 1.871                     | 49      | 116       | 758       | 649        |
| 2013 | 813.000     | 1.045.066   | 77,8        | 363        | 325        | 38         | 2.239                     | 54      | 109       | 556       | 649        |
| 2016 | 813.560     | 1.046.873   | 77,7        | 311        | 273        | 38         | 2.615                     | 54      | 84        | 512       | 649        |
| 2019 | 833.550     | 1.072.610   | 77,7        | 292        | 255        | 37         | 2.854                     | 52      | 84        | 421       | 649        |
| 2021 | 805.250     | 1.036.000   | 77,7        | 275        | 242        | 33         | 2.928                     | 49      | 79        | 402       | 649        |
| 2023 | 809.000     | 1.042.000   | 77,6        | 260        | 230        | 30         | 3.111                     | 50      | 72        | 378       | 649        |